# Traité de Baden (1714)
Pour les articles homonymes, voir Traité de Baden.

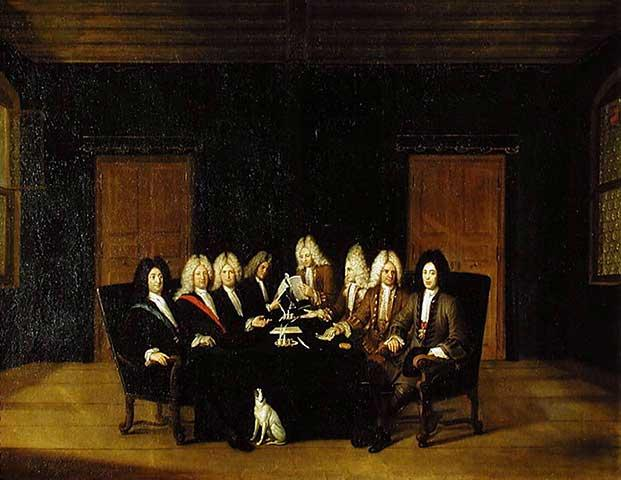
Membres du congrès pour la paix de Baden en 1714, peinture de Johann Rudolf Huber

Le traité de Baden est le traité qui met fin aux hostilités entre le royaume de France et le Saint-Empire romain germanique, qui étaient en guerre depuis la guerre de Succession d'Espagne. Il est signé le 7 septembre 1714 à Baden en Suisse et complète les traités d'Utrecht (1713) et le traité de Rastatt (1714) par lequel l'empereur Charles VI accepte le traité d'Utrecht au nom de la monarchie des Habsbourg. Les signataires du traité de Baden conviennent des termes formels de paix qui manquaient encore, et ils mettent fin au dernier des nombreux conflits suscités par la guerre.
Le traité donne à l'Autriche les Pays-Bas méridionaux et les territoires espagnols en Italie : Naples (mais pas la Sicile), Milan, Mantoue et la Sardaigne. Il permet à la France de conserver l'Alsace et donne la rive droite du Rhin (Brisgau) à l'Autriche. Les princes électeurs de Bavière et Cologne sont réinstallés dans leurs territoires et possessions. L'empereur Charles VI garde le titre de roi d'Espagne et la succession espagnole, qui n’ont en fait aucune valeur puisque le pouvoir en Espagne était entièrement détenu par le roi Philippe V d'Espagne.
La conférence de paix commence à Baden le 24 mai et finit avec la signature du traité le 7 septembre. Elle est décrite en détail dans le journal du banneret de Baden, Caspar Joseph Dorer (1673-1754).